# Chapelle Saint-Martin de Châteauroux
Pour les articles homonymes, voir Saint Martin.
La chapelle Saint-Martin de Châteauroux est une chapelle catholique française. Elle est située sur le territoire de la commune de Châteauroux, dans le département de l'Indre, en région Centre-Val de Loire.

## Situation
La chapelle se trouve dans la commune de Châteauroux, au centre du département de l'Indre, en région Centre-Val de Loire. Elle est située dans la région naturelle de la Champagne berrichonne.

## Histoire
Église seigneuriale, elle existait déjà au début du Xe siècle, comme l'atteste la charte lors de la fondation de l'abbaye de Déols en 917 qui la désigne comme étant à côté du château de Déols.
Très remaniée, elle resta église paroissiale jusqu'à la Révolution.
Claire-Clémence, épouse du Grand Condé, y fut inhumée après son exil forcé à Châteauroux et son tombeau fut pillé par les révolutionnaires.
Vendue comme bien national, elle rentra plus tard dans le giron de l'Église Catholique qui y plaça une communauté de religieuses.
Désaffectée et réaménagée, elle sert aujourd'hui de salles de réunions pour divers mouvements de l'archidiocèse de Bourges et abrite les locaux de Radio Chrétienne en Berry.